# Alluyes
Alluyes är en kommun i departementet Eure-et-Loir i regionen Centre-Val de Loire i norra Frankrike. Kommunen ligger i kantonen Bonneval som tillhör arrondissementet Châteaudun. År 2022 hade Alluyes 758 invånare.

## Befolkningsutveckling
Antalet invånare i kommunen Alluyes
Referens:INSEE